# Luis Melo Lecaros
Luis Melo Lecaros (* 13. September 1905 in Santiago de Chile; † 27. Januar 1998 ebenda) war ein chilenischer Diplomat.
Melo Lecaros studierte Rechtswissenschaften an der Universität Santiago und trat 1928 in den Auswärtigen Dienst ein. Er bekleidete verschiedene Posten in Argentinien, Bolivien, Brasilien, Italien und Peru. Von 1955 bis 1958 war er Direktor der Politischen Abteilung im chilenischen Außenministerium und von 1958 bis 1960 Unterstaatssekretär.
Er war Leiter der chilenischen Delegation bei den UN-Seerechtskonferenzen 1958 und 1960 in Genf und später Botschafter in Indien.

## Ehrungen
- 1957: Großes Verdienstkreuz mit Stern der Bundesrepublik Deutschland
- 1957: Großoffizier des Verdienstordens der Italienischen Republik
- 1965: Großkreuz des Verdienstordens der Italienischen Republik